# Republic Express Airlines
Republic Express Airlines (RPX Airlines) es una aerolínea de carga con base en Yakarta, Indonesia. Opera vuelos de carga domésticos e internacionales.

## Historia
La aerolínea fue fundada en 2001 y comenzó a operar el 17 de octubre de 2001. Es propiedad de RPX Group. Desde 1985 RPX cuenta con la licencia en Indonesia para operar para Federal Express. 
La aerolínea está en la lista negra de aerolíneas de la Unión Europea.

## Destinos
La aerolínea vuela a Yakarta, Kuala Lumpur, Surabaya, Balikpapan, Makassar, Singapur y Surakarta.

## Flota
En diciembre de 2010 la flota de Republic Express Airlines está compuesta de:
- 2 Boeing 737-200C